# 船灣淡水湖郊遊徑

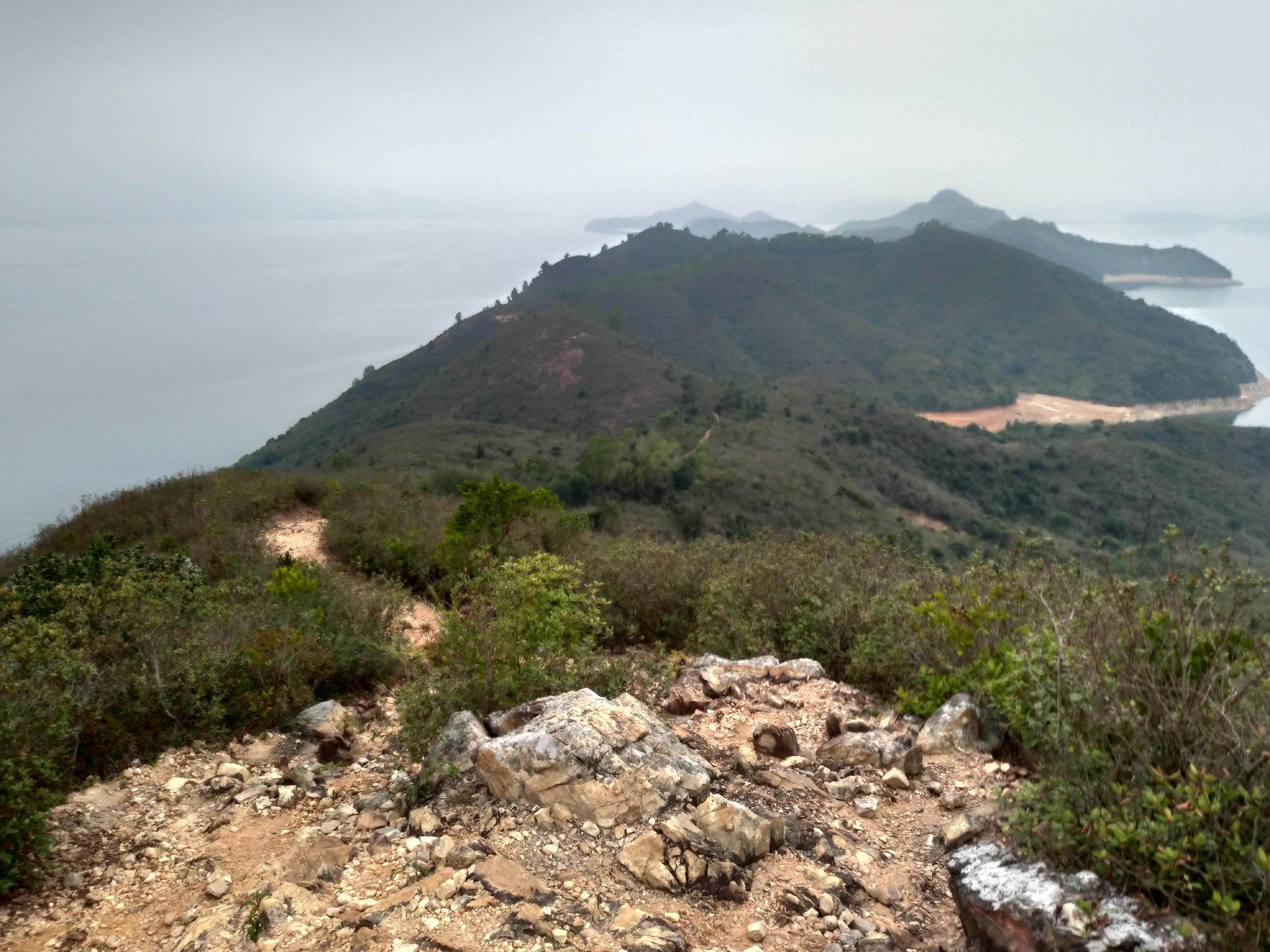
由鵝髻頂前往大美督的連綿山徑

船灣淡水湖郊遊徑（英語：Plover Cove Reservoir Country Trail），是香港的一條遠足郊遊徑，郊遊徑由烏蛟騰開始，經過環繞船灣淡水湖的多個山嶺，以白沙頭為終點，全程15.5公里，需時約7小時。

## 路徑

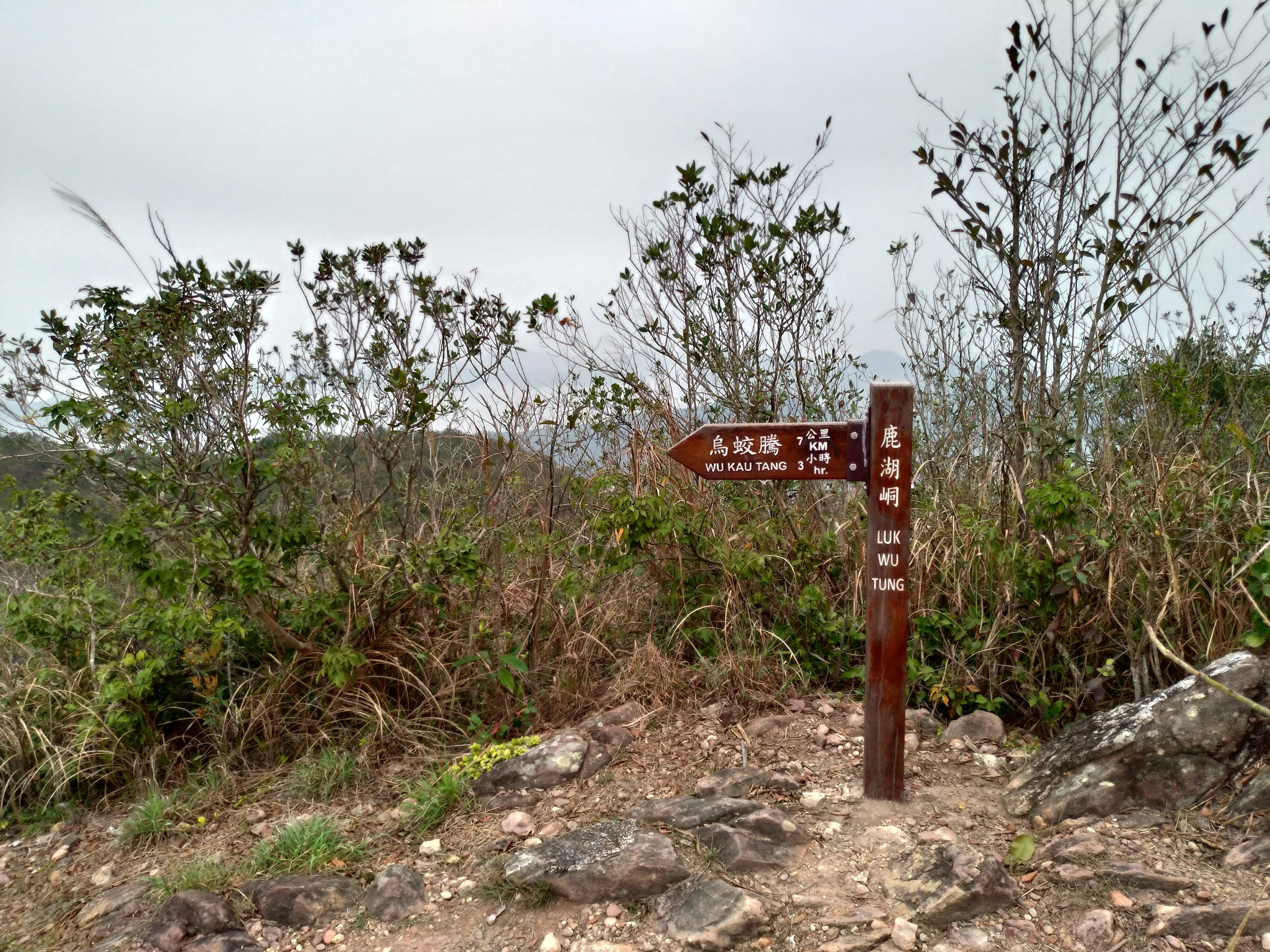
鹿湖峒被認爲是船灣淡水湖郊遊徑的中間點，由此到烏蛟騰尚有7公里的指示牌

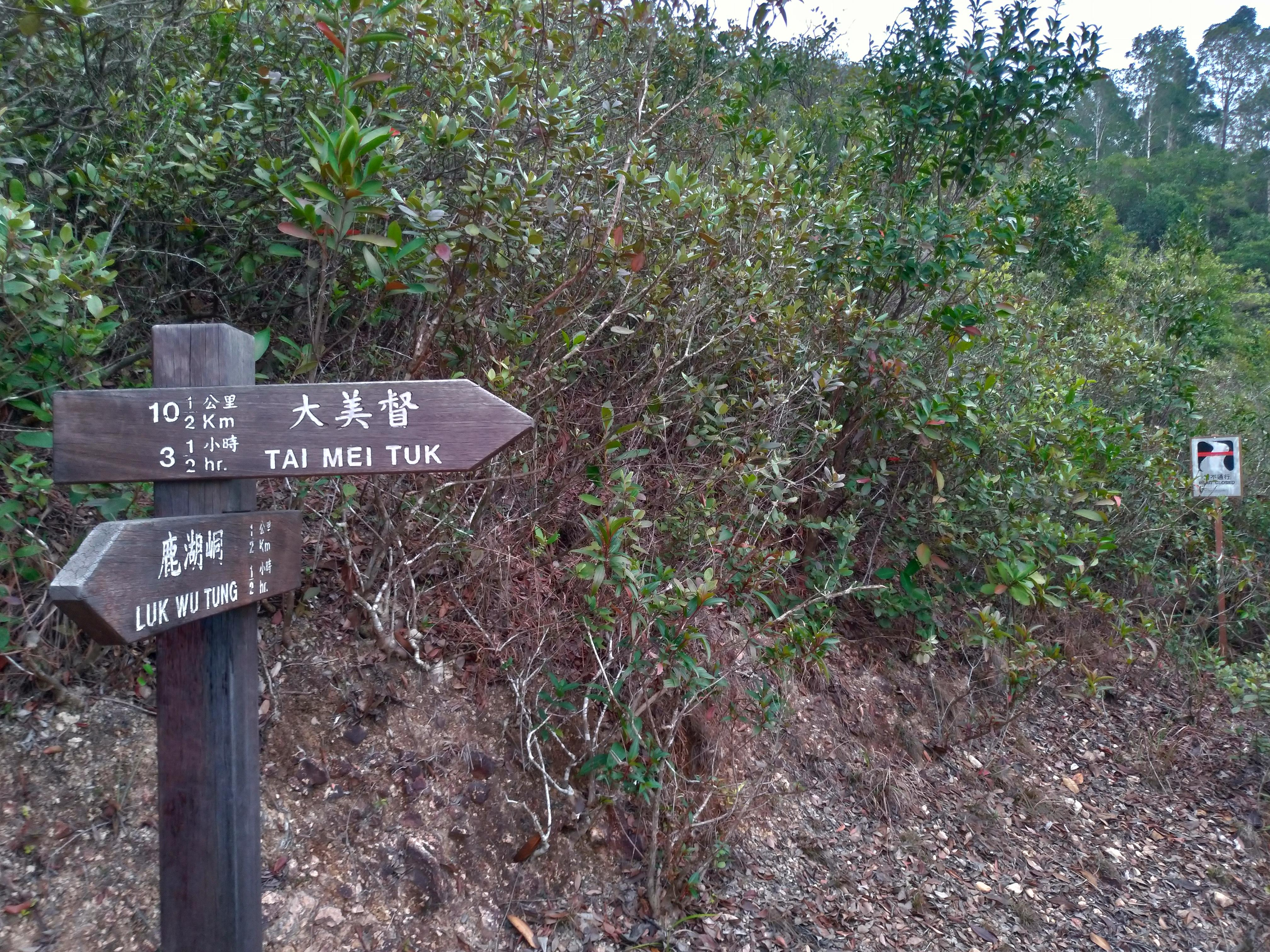
距離大美督尚有10公里的指示牌

船灣淡水湖郊遊徑全程環繞船灣淡水湖，起點是西北面的烏蛟騰，先登上馬頭峰，後接橫嶺山脈，登上全段郊遊徑的最高點雞仔峒，繼續向東繞過大峒及觀音峒至紅石門坳。過紅石門坳後經石芽頭登上鹿湖峒，南走至鵝髻頂後轉向西方，經長牌墩，再在伯公咀離開山徑，之後沿船灣淡水湖副壩到東頭洲，再經一段車路到船灣淡水湖主壩東端的白沙頭，此為郊遊徑的終點，不過白沙頭並沒有交通接駁，因此要繼續全走長達2公里的主壩，沿車路到達大美督方能乘車離開。

## 特色
船灣淡水湖郊遊徑長達15.5公里，且沿途沒有補給點，從大峒起也沒有正式的支路可以離開，只能繼續前走或沿途折返，基本上需要一次過走畢全程。由於主要行走在山脊上，沿途樹蔭不多，也沒有涼亭、長椅等設施可供休息，在烈日下要面對曝曬，又因山徑以砂石為主，沿途起伏甚多，部分路段崎嶇不平等因素，對郊遊人士的經驗及體能要求相對較高，必須帶備足夠糧水方能起行。不過由於路徑主要位於山嶺之上，景觀開揚，郊遊人士於旅途中能飽覽船灣淡水湖、船灣郊野公園各山巒甚至印洲塘海岸公園的景色。
另外，位於船灣郊野公園內的香港地質公園景點黃竹角咀亦能經船灣淡水湖郊遊徑於鹿湖峒的岔路循陸路前往，但路徑長途偏遠，亦無補給點。

## 外部連結
- 船灣郊野公園 漁農自然護理署 （页面存档备份，存于）
- 船灣淡水湖郊遊徑 綠洲 （页面存档备份，存于）

 维基共享资源上的相關多媒體資源：船灣淡水湖郊遊徑